# استخدام الأرض

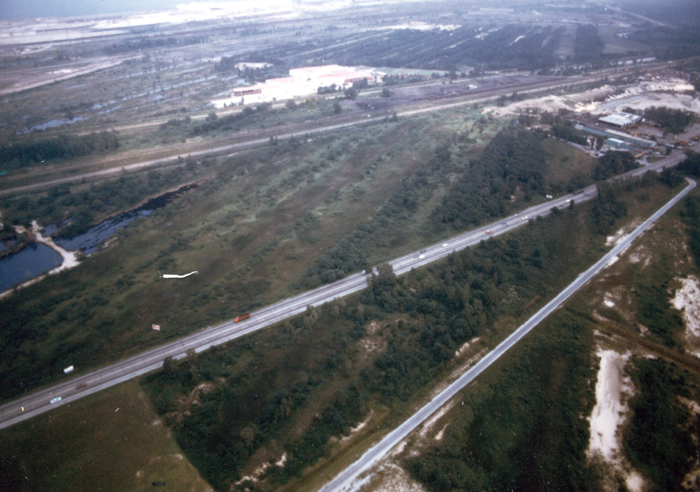

استخدام الأرض هو تعديل الإنسان للبيئة الطبيعية أو البرية إلى بيئة عمرانية كالحقول، والمراعي، والمستوطنات. ويعد أهم أثر لاستخدام الأرض على الغطاء الأرضي منذ 1750 هو تجرف الغابات من المناطق المعتدلة. ومن الآثار الجلية في الآونة الأخيرة والناجمة عن استخدام الأرض: الزحف العمراني، وانحلال التربة وتدهورها، والتملح، والتصحر. إن التغير في استخدام الأرض، بالإضافة إلى استخدام أنواع الوقود الأحفوري، هما أهم المصادر الاصطناعية لثاني أكسيد الكربون، وهو أحد غازات الدفيئة الرئيسية. كما عُرِّف استخدام الأرض بأنه «مجموع الترتيبات والأنشطة والمدخلات التي يقوم بها الإنسان في نوع محدد من أغطية الأرض» (FAO, 1997a; FAO/UNEP, 1999).
ويعرف تدهور الأرض حسب الأمم المتحدة UNCCD باسم التصحر في المناطق الجافة، وتضم المناطق القاحلة وشبة القاحلة والجافة شبة الرطبة. وتعرف ظاهرة التصحر بأنها ” انخفاض أو فقدان الإنتاجية والتنوع البيولوجى للأراضى في المناطق القاحلة وشبه القاحلة والجافة شبه الرطبة نتيجة للعوامل الطبيعية أو العمليات الناجمة عن الأنشطة البشرية”، ولقد قدر مستوى تأثر الأراضي بالتصحر بدرجة متوسطة على الأقل، بنحو 30% من المساحات المروية في الأراضى الجافة، و47% من الأراضى المحصولية المطرية، و 73% من أراضى المراعى. وتعد أفريقيا في مقدمة المناطق التي تأثرت فيها الأراضى بالتصحر.

## استخدام الأرض تحت اشراف الحكومات المحلية
لكل منطقة في الأراضي المقسمة مجموعة من الاستخدامات المصرح بها، والتي ينص عليها في لائحة الدولة لأنظمة تقسيم الأراضي.

## استخدام الأرض وأثره على البيئة
إن استخدام الأراضي وممارسات إدارة الأراضي لها أثر كبير على الموارد الطبيعية بما في ذلك المياه والتربة والمغذيات والنباتات والحيوانات. تستطيع تقنية استخدام الأراضي وضع حلول لقضايا إدارة الموارد الطبيعية مثل الملوحة ونوعية المياه. فعلى سبيل المثال، تختلف نوعيه المياه بالمسطحات المائية في المناطق التي تمت إزالة الغابات منها أو تعرضت للتآكل عنها في المناطق الزاخرة بالغابات.

وفقا لتقرير منظمة الأمم المتحدة للاغذية والزراعة، تفاقم تدهور الأراضي عندما انعدم وجود التخطيط الضروري لاستخدامها، أو للتنفيذ المنظم لهذا التخطيط، أو لوجود الحوافز المالية أو القانونية التي تؤدي إلى اتخاذ قرارات خاطئة بشأن استخدام الأراضي، أو لوجود تخطيط مركزي من جانب واحد، مما يؤدي إلى الإفراط في استخدام موارد الأرض – للإنتاج السريع مثلا. وبالتالي فإن النتيجة غالبا ما تكون مؤذية لقطاعات كبيرة من السكان المحليين، ومتسببة في تدمير النظم البيئية القيمة. لابد من نبذ هذا النهج الضيق الأفق والاستعاضة عنه بتقنية لتخطيط وإدارة الموارد من الأراضي تتسم بالتكامل، مع أخذ مصلحة مستخدمي الأرض بعين الاعتبار. وهذا من شأنه ضمان الجودة على المدى الطويل من الاستخدام البشري للأراضي، ومنع أو حل الصراعات الاجتماعية المتصلة به، والمحافظة على النظم البيئية والتنوع الحيوي الهام.

## الجهود الدولية لمكافحة تدهور الأراضي
في دورتها الخامسة المنعقدة يوم 17 يونيو عام 1994 أصدرت الأمم المتحدة الاتفاقية الدولية لمكافحة التصحر. وفي 19 كانون الأول/ديسمبر 1994، أعلنت الأمم المتحدة يوم 17 يونيو يوم صدور اتفاقية الأمم المتحدة لمكافحة التصحر يوماً عالمياً لمكافحة التصحر والجفاف يحتفل به اعتباراً من 17 يونيو 1995.

وقد أولت المنظمات الدولية، ومنها برنامج الأمم المتحدة للبيئة (يونيب) ومنظمة الأغذية والزراعة (الفاو) عناية خاصة بمكافحة التصحر من خلال الاتفاقيات الدولية وبرامج الحد من رقعة التصحر في العديد من البلدان النامية، والتي تهدف إلى وضع الأنشطة التي يجب اعتبارها جزء من التنمية المتكاملة للأراضي في المناطق القاحلة وشبه القاحلة والجافة وشبة الرطبة من أجل التنمية المستدامة.